# Красный попугай
Красный попугай (гибридный попугай) — искусственно выведенная разновидность аквариумной рыбки. Представляет собой гибрид разных видов цихлазом. Вероятными представляются 3 варианта родительских видов
1. Cichlasoma citrinellum и Cichlasoma synspilum.
2. Cichlasoma erythraeum и Cichlasoma severum .
3. Cichlasoma erythraeum и Cichlasoma severum + Cichlasoma «theraps» fenestratum (То есть — тройной гибрид).

Характерная окраска — от жёлтого до ярко красного. Размер — до 25 сантиметров. Гибридное происхождение по-видимому приводит к нарушению регуляции образования органов. Гибридные попугаи часто имеют чёткое отделение головы от туловища (за головой на спинной стороне начинается хорошо выраженый горб). Нижняя губа сильно изогнута, что затрудняет питание.
Как и следует ожидать от межвидовых гибридов, гибридные попугаи стерильны. Тем не менее, есть упоминание о скрещивании самки попугая с Cichlasoma cyanoguttatum, а также оплодотворения икры самцом акары.
Этот гибрид отлично подходит для начинающих и опытных аквариумистов. Рыбка отличаются мягким и дружелюбным характером, поэтому её не следует держать вместе с агрессивными видами. Однако, если вы собираетесь поместить рыбок в аквариум с другими обитателями такого же размера, необходимо помнить о том, что красный попугай может проявлять территориальную агрессию. Эта рыбка предпочитает каменистое дно с углублениями, расщелинами и пещерами, которые они используют в качестве укрытий. Растительность не является обязательным условием, однако ее присутствие не представляет угрозы[уточнить] для попугая.